# لا رو تورانجيل 2021
لا رو تورانجيل 2021 (بالفرنسية: Roue tourangelle 2021)‏ هو سباق دراجات هوائية من فئة سباق يوم واحد، وهو الموسم رقم 19 من لا رو تورانجيل، وأقيم في 4 أبريل 2021، وامتدّ لمسافة 203.79 كيلومتر، وهو أحد سباقات طواف أوروبا للدراجات 2021، وشارك فيه 149 متسابقاً ووصل إلى نهايته 120 متسابقاً.
فاز بالمركز الأول ارنو ديمار، وبالمركز الثاني ناصر بوهاني، وبالمركز الثالث مارك ساريو.

## الفرق
| فرق عالمية (4)- AG2R Citroën Team - Cofidis - Groupama-FDJ - Intermarché-Wanty-Gobert Matériaux فرق برو (13)- 2021 أندروني جوكاتولي-سيدرمك ‏ - Arkéa-Samsic - 2021 بي آند بي هوتيلز ‏ - بنجوال دبليو بي 2021 ‏ - برجس بي إتش 2021 ‏ - كاجا رورال-سيغوروس 2021 ‏ - ديلكو 2021 ‏ - أوسكالتيل أوسكادي 2021 ‏ - غازبروم روسفيلو 2021 ‏ - Rally Cycling - سبورت فلاندرين بالويس 2021 ‏ - Total Direct Énergie - أونو اكس برو سايكلنج تيم 2021 ‏ فرق قارية (5)- إس تي ميشيل-أوبير 93 2021 ‏ - سويس ريسينغ أكادمي 2021 ‏ - Team Lotto–Kern Haus ‏ - فورارلبرغ 2021 ‏ - Van Rysel–Roubaix ‏ |  |
| |  |

## المشاركون
| بنجوال باوليز ساوكس دبليو بي ‏ BWB | بنجوال باوليز ساوكس دبليو بي ‏ BWB | بنجوال باوليز ساوكس دبليو بي ‏ BWB |
| --------------------------------- | --------------------------------- | --------------------------------- |
| م                                 | عداء                              | مرتبة                             |
| 1                                 | Laurens Huys ‏                     | 99                                |
| 2                                 | Rémy Mertz ‏                       | 36                                |
| 3                                 | كيني مولي                         | 33                                |
| 4                                 | Dimitri Peyskens ‏                 | 85                                |
| 5                                 | Milan Menten ‏                     | 9                                 |
| 6                                 | بوريس فالي                        | 113                               |
| 7                                 | Quentin Venner ‏                   | لم يكمل السباق                    |

| Intermarché-Wanty-Gobert Matériaux IWG | Intermarché-Wanty-Gobert Matériaux IWG | Intermarché-Wanty-Gobert Matériaux IWG |
| -------------------------------------- | -------------------------------------- | -------------------------------------- |
| م                                      | عداء                                   | مرتبة                                  |
| 11                                     | جاسبر دي بلس ‏                          | 80                                     |
| 12                                     | لودفيغ دي فينتر                        | 105                                    |
| 13                                     | Jérémy Bellicaud ‏                      | 81                                     |
| 14                                     | ريكاردو مينالي                         | 66                                     |
| 15                                     | أندريا باسكولون                        | 7                                      |
| 17                                     | Kévin Van Melsen ‏                      | لم يكمل السباق                         |

| Groupama-FDJ GFC | Groupama-FDJ GFC    | Groupama-FDJ GFC |
| ---------------- | ------------------- | ---------------- |
| م                | عداء                | مرتبة            |
| 21               | ارنو ديمار          | 1                |
| 22               | جاكوبو غوارنييري    | 102              |
| 23               | رامون سينكلدام      | 69               |
| 24               | إجناتاس كونوفالوفاس | 79               |
| 25               | بنجامين توماس       | 70               |
| 26               | Lewis Askey ‏        | 101              |
| 27               | Paul Penhoët ‏       | لم يكمل السباق   |

| Cofidis COF | Cofidis COF      | Cofidis COF    |
| ----------- | ---------------- | -------------- |
| م           | عداء             | مرتبة          |
| 31          | سيموني كونسوني   | 5              |
| 32          | توماس شامبيون    | لم يكمل السباق |
| 33          | Eddy Finé ‏       | لم يكمل السباق |
| 34          | ايمانويل مورين   | 40             |
| 35          | بيير لوك بيريشون | 49             |
| 36          | فابيو ساباتيني   | لم يكمل السباق |
| 37          | أتيليو فيفياني ‏  | 50             |

| AG2R Citroën Team ACT | AG2R Citroën Team ACT | AG2R Citroën Team ACT |
| --------------------- | --------------------- | --------------------- |
| م                     | عداء                  | مرتبة                 |
| 41                    | جوليان دوفال          | 45                    |
| 42                    | Dorian Godon ‏         | 43                    |
| 43                    | ألكسيس غوجيراد        | 54                    |
| 44                    | Anthony Jullien ‏      | 20                    |
| 45                    | Nans Peters ‏          | 39                    |
| 46                    | مارك ساريو            | 3                     |
| 47                    | كليمان فنتوريني       | 68                    |

| Total Direct Énergie TDE | Total Direct Énergie TDE | Total Direct Énergie TDE |
| ------------------------ | ------------------------ | ------------------------ |
| م                        | عداء                     | مرتبة                    |
| 51                       | نيكولو بونيفازيو         | 53                       |
| 52                       | Valentin Ferron ‏         | 77                       |
| 53                       | Marlon Gaillard ‏         | 76                       |
| 54                       | ألكسندر غينز             | 91                       |
| 55                       | Florian Maitre ‏          | 92                       |
| 56                       | لورينزو مانزين           | 10                       |
| 57                       | Paul Ourselin ‏           | لم يكمل السباق           |

| Arkéa-Samsic ARK | Arkéa-Samsic ARK | Arkéa-Samsic ARK |
| ---------------- | ---------------- | ---------------- |
| م                | عداء             | مرتبة            |
| 61               | ناصر بوهاني      | 2                |
| 63               | توماس بودات      | 19               |
| 64               | Bram Welten ‏     | 4                |
| 65               | رومان هاردي      | 73               |
| 66               | Donavan Grondin ‏ | 61               |
| 67               | لوران بيشون      | 42               |

| بنجوال باوليز ساوكس دبليو بي ‏ BWB | بنجوال باوليز ساوكس دبليو بي ‏ BWB | بنجوال باوليز ساوكس دبليو بي ‏ BWB |
| --------------------------------- | --------------------------------- | --------------------------------- |
| م                                 | عداء                              | مرتبة                             |
| 1                                 | Laurens Huys ‏                     | 99                                |
| 2                                 | Rémy Mertz ‏                       | 36                                |
| 3                                 | كيني مولي                         | 33                                |
| 4                                 | Dimitri Peyskens ‏                 | 85                                |
| 5                                 | Milan Menten ‏                     | 9                                 |
| 6                                 | بوريس فالي                        | 113                               |
| 7                                 | Quentin Venner ‏                   | لم يكمل السباق                    |

| Intermarché-Wanty-Gobert Matériaux IWG | Intermarché-Wanty-Gobert Matériaux IWG | Intermarché-Wanty-Gobert Matériaux IWG |
| -------------------------------------- | -------------------------------------- | -------------------------------------- |
| م                                      | عداء                                   | مرتبة                                  |
| 11                                     | جاسبر دي بلس ‏                          | 80                                     |
| 12                                     | لودفيغ دي فينتر                        | 105                                    |
| 13                                     | Jérémy Bellicaud ‏                      | 81                                     |
| 14                                     | ريكاردو مينالي                         | 66                                     |
| 15                                     | أندريا باسكولون                        | 7                                      |
| 17                                     | Kévin Van Melsen ‏                      | لم يكمل السباق                         |

| Groupama-FDJ GFC | Groupama-FDJ GFC    | Groupama-FDJ GFC |
| ---------------- | ------------------- | ---------------- |
| م                | عداء                | مرتبة            |
| 21               | ارنو ديمار          | 1                |
| 22               | جاكوبو غوارنييري    | 102              |
| 23               | رامون سينكلدام      | 69               |
| 24               | إجناتاس كونوفالوفاس | 79               |
| 25               | بنجامين توماس       | 70               |
| 26               | Lewis Askey ‏        | 101              |
| 27               | Paul Penhoët ‏       | لم يكمل السباق   |

| Cofidis COF | Cofidis COF      | Cofidis COF    |
| ----------- | ---------------- | -------------- |
| م           | عداء             | مرتبة          |
| 31          | سيموني كونسوني   | 5              |
| 32          | توماس شامبيون    | لم يكمل السباق |
| 33          | Eddy Finé ‏       | لم يكمل السباق |
| 34          | ايمانويل مورين   | 40             |
| 35          | بيير لوك بيريشون | 49             |
| 36          | فابيو ساباتيني   | لم يكمل السباق |
| 37          | أتيليو فيفياني ‏  | 50             |

| AG2R Citroën Team ACT | AG2R Citroën Team ACT | AG2R Citroën Team ACT |
| --------------------- | --------------------- | --------------------- |
| م                     | عداء                  | مرتبة                 |
| 41                    | جوليان دوفال          | 45                    |
| 42                    | Dorian Godon ‏         | 43                    |
| 43                    | ألكسيس غوجيراد        | 54                    |
| 44                    | Anthony Jullien ‏      | 20                    |
| 45                    | Nans Peters ‏          | 39                    |
| 46                    | مارك ساريو            | 3                     |
| 47                    | كليمان فنتوريني       | 68                    |

| Total Direct Énergie TDE | Total Direct Énergie TDE | Total Direct Énergie TDE |
| ------------------------ | ------------------------ | ------------------------ |
| م                        | عداء                     | مرتبة                    |
| 51                       | نيكولو بونيفازيو         | 53                       |
| 52                       | Valentin Ferron ‏         | 77                       |
| 53                       | Marlon Gaillard ‏         | 76                       |
| 54                       | ألكسندر غينز             | 91                       |
| 55                       | Florian Maitre ‏          | 92                       |
| 56                       | لورينزو مانزين           | 10                       |
| 57                       | Paul Ourselin ‏           | لم يكمل السباق           |

| Arkéa-Samsic ARK | Arkéa-Samsic ARK | Arkéa-Samsic ARK |
| ---------------- | ---------------- | ---------------- |
| م                | عداء             | مرتبة            |
| 61               | ناصر بوهاني      | 2                |
| 63               | توماس بودات      | 19               |
| 64               | Bram Welten ‏     | 4                |
| 65               | رومان هاردي      | 73               |
| 66               | Donavan Grondin ‏ | 61               |
| 67               | لوران بيشون      | 42               |

## التصنيف العام النهائي
| التصنيف العام         | التصنيف العام   | التصنيف العام | التصنيف العام                      | التصنيف العام |
| العداء                | العداء          | البلد         | الفريق                             | الوقت         |
| --------------------- | --------------- | ------------- | ---------------------------------- | ------------- |
| 1                     | ارنو ديمار      | فرنسا         | Groupama-FDJ                       | 4 س 52 د 59 ث |
| 2                     | ناصر بوهاني     | فرنسا         | اركيا سامسيك                       | + 0 ث         |
| 3                     | مارك ساريو      | فرنسا         | AG2R Citroën Team                  | + 0 ث         |
| 4                     | Bram Welten ‏    | هولندا        | اركيا سامسيك                       | + 0 ث         |
| 5                     | سيموني كونسوني  | إيطاليا       | Cofidis                            | + 0 ث         |
| 6                     | بينيام جيرماي   | إريتريا       | Delko                              | + 0 ث         |
| 7                     | أندريا باسكولون | إيطاليا       | Intermarché-Wanty-Gobert Matériaux | + 0 ث         |
| 8                     | Luca Mozzato ‏   | إيطاليا       | B&B Hotels p/b KTM                 | + 0 ث         |
| 9                     | Milan Menten ‏   | بلجيكا        | Bingoal Pauwels Sauces WB          | + 0 ث         |
| 10                    | لورينزو مانزين  | فرنسا         | Total Direct Énergie               | + 0 ث         |
| مصدر: ProCyclingStats |                 |               |                                    |               |

## وصلات خارجية
- الموقع الرسمي
- لمحة عن سباق لا رو تورانجيل 2021 على موقع  ProCyclingStats   (برو  سايكلنج  ستاتس) - إحصاءات  محترفي  الدراجات.
- لا رو تورانجيل 2021 على موقع إحصائيات الدراجات الإحترافية (الإنجليزية)